# Phigalie
Phigalie (grec ancien : Φιγαλεία ou Φιγάλεια) est une ancienne cité grecque arcadienne située dans le Péloponnèse, en bordure du village de Figalía, connu sous le nom de Pávlitsa (Παύλιτσα) jusqu'au XXe siècle. 

## Géographie
Phigalie est perchée sur une hauteur dominée par les monts Cotylion et Élaion, au-dessus des gorges pittoresques du fleuve Néda, à 8 km au sud-est du temple d'Apollon à Bassae. Bien qu'elle ait appartenu dans l'Antiquité à l'Arcadie, son site est à présent situé sur le territoire de l'Élide moderne.

## Histoire
Phigalie fut prise en 659 av. J.-C. par les Lacédémoniens, mais recouvra bientôt son indépendance grâce à l'aide des Orasthasiens. Vers 244 av. J.-C., entre autres cités arcadiennes (Orchomène et Tégée), Phigalie se rapprocha des Étoliens. Il semble que la cité soit tombée en déchéance durant la domination romaine, comme ce fut le cas pour beaucoup d'autres cités d'Arcadie selon Strabon. Il ne reste rien des temples d'Artémis ou de Dionysos visités par Pausanias vers 170. On ne connaît aucune monnaie autonome de cette cité.

## Vestiges archéologiques

### Temple d'Athéna

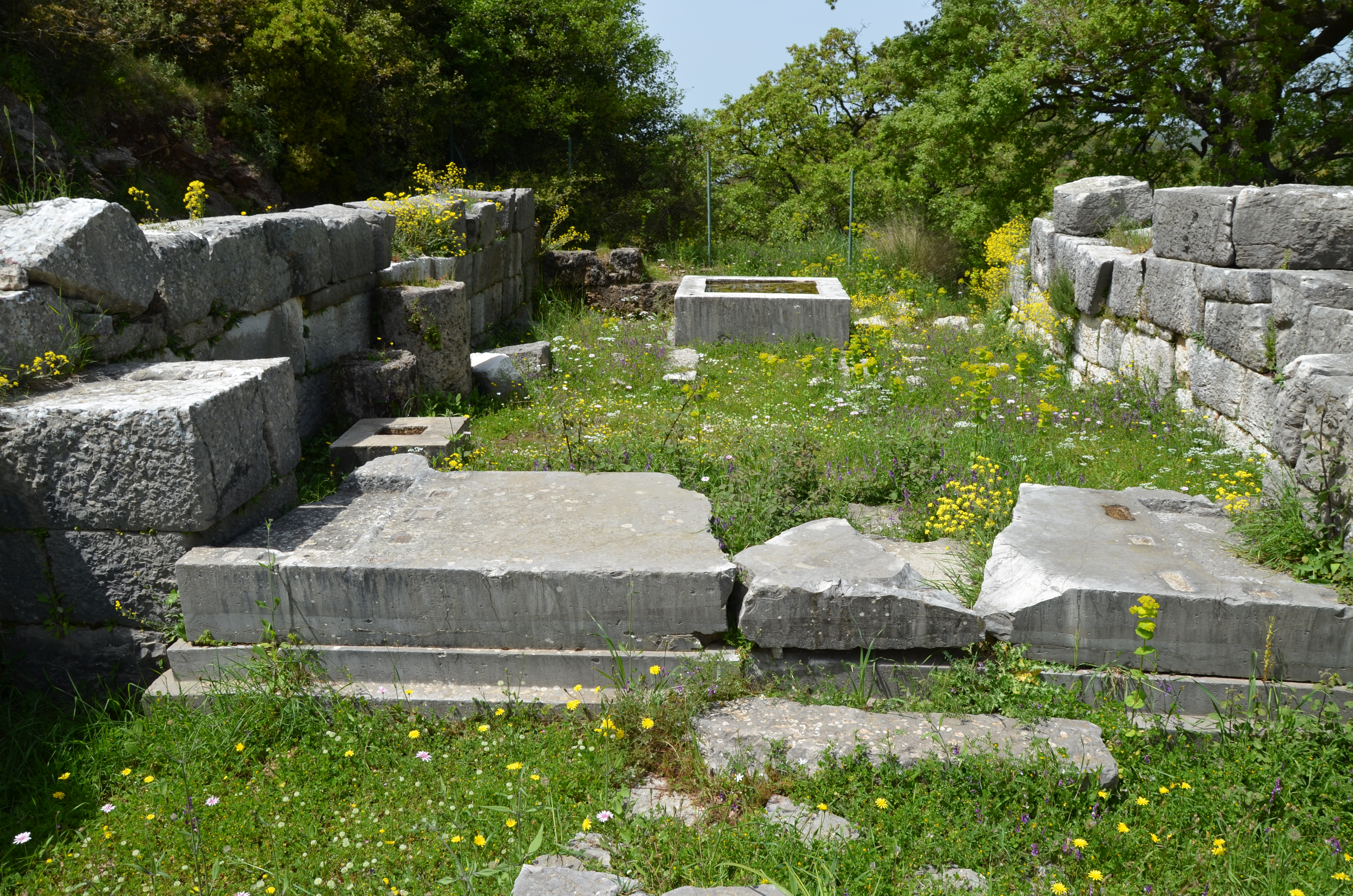
Intérieur du temple d'Athéna.

Un temple dédié à Athéna et Zeus Sôter a été découvert au sommet de la colline Kourdoubouli.

### Fontaine
Au sud-ouest de la ville, hors les murs, Anastassios Orlandos mit au jour une ancienne fontaine de la fin du IVe siècle av. J.-C., avec une façade en forme de temple.

### Enceinte
Phigalie conserve une vaste enceinte de près de 3 km d'aspect très rustique, présentant des sections en appareil polygonal ou isodome et des ouvertures basses à encorbellement, avec une forteresse centrale à tour circulaire, et quelques vestiges de sanctuaires.
- 37° 24′ 28″ N, 21° 50′ 41″ E et 37° 23′ 58″ N, 21° 50′ 04″ E : deux longues sections conservées de l'enceinte de la cité, avec des tours carrées espacées de 100 mètres environ.